# Neckeropsis obtusata
Neckeropsis obtusata är en bladmossart som beskrevs av Fleischer in Brotherus 1925. Neckeropsis obtusata ingår i släktet Neckeropsis och familjen Neckeraceae. Inga underarter finns listade i Catalogue of Life.